# 库尔塞勒苏穆瓦延库尔
库尔塞勒-苏穆瓦延库尔（法語：Courcelles-sous-Moyencourt，法語發音：[kuʁsɛl su mwajɛ̃kuʁ]，意为“穆瓦延库尔下方的库尔塞勒”）是法国上法蘭西大區索姆省的一个市镇，属于亚眠区。

## 地理
库尔塞勒-苏穆瓦延库尔（49°48'48"N, 2°2'40"E）面积6.78 平方千米，位于法国上法蘭西大區索姆省，该省份为法国北部沿海省份，北起加来海峡省和北部省，西接滨海塞纳省和大西洋英吉利海峡，南至瓦兹省，东临埃纳省。
与库尔塞勒-苏穆瓦延库尔接壤的市镇（或旧市镇、城区）包括：比西莱普瓦、弗雷努瓦欧瓦勒、穆瓦延库尔莱普瓦、克沃维莱。
库尔塞勒-苏穆瓦延库尔的时区为UTC+01:00、UTC+02:00（夏令时）。

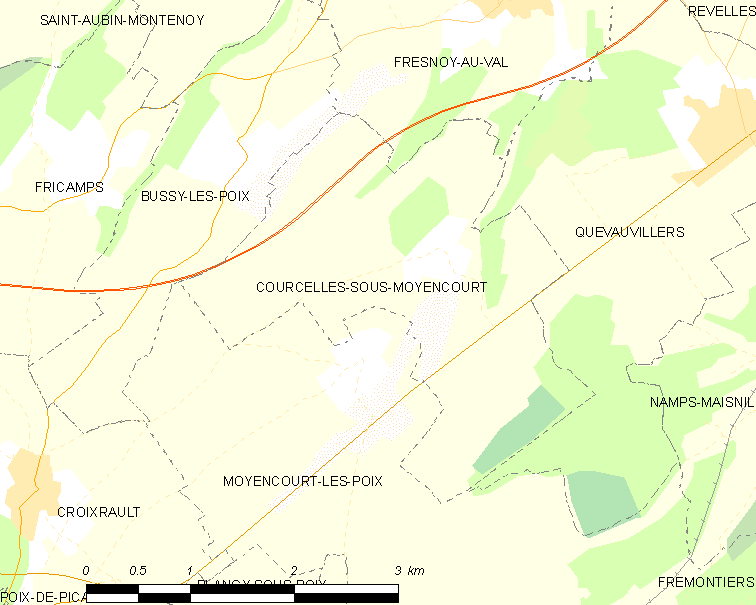
库尔塞勒-苏穆瓦延库尔的OSM定位图

## 行政
库尔塞勒-苏穆瓦延库尔的邮政编码为80290，INSEE市镇编码为80218。

## 政治
库尔塞勒-苏穆瓦延库尔所属的省级选区为皮卡第地区普瓦县。

## 人口
库尔塞勒-苏穆瓦延库尔于2022年1月1日时的人口数量为158人。

1962-2008年间库尔塞勒-苏穆瓦延库尔人口变化图示